# Eskimo Pass
Eskimo Pass är ett bergspass i Kanada.   Det ligger i territoriet Nunavut, i den östra delen av landet, 2 500 km norr om huvudstaden Ottawa. Eskimo Pass ligger 653 meter över havet.
Terrängen runt Eskimo Pass är lite bergig. Trakten runt Eskimo Pass är nära nog obefolkad, med mindre än två invånare per kvadratkilometer.. Det finns inga samhällen i närheten. 
Trakten runt Eskimo Pass är permanent täckt av is och snö.